# Abreuvoir

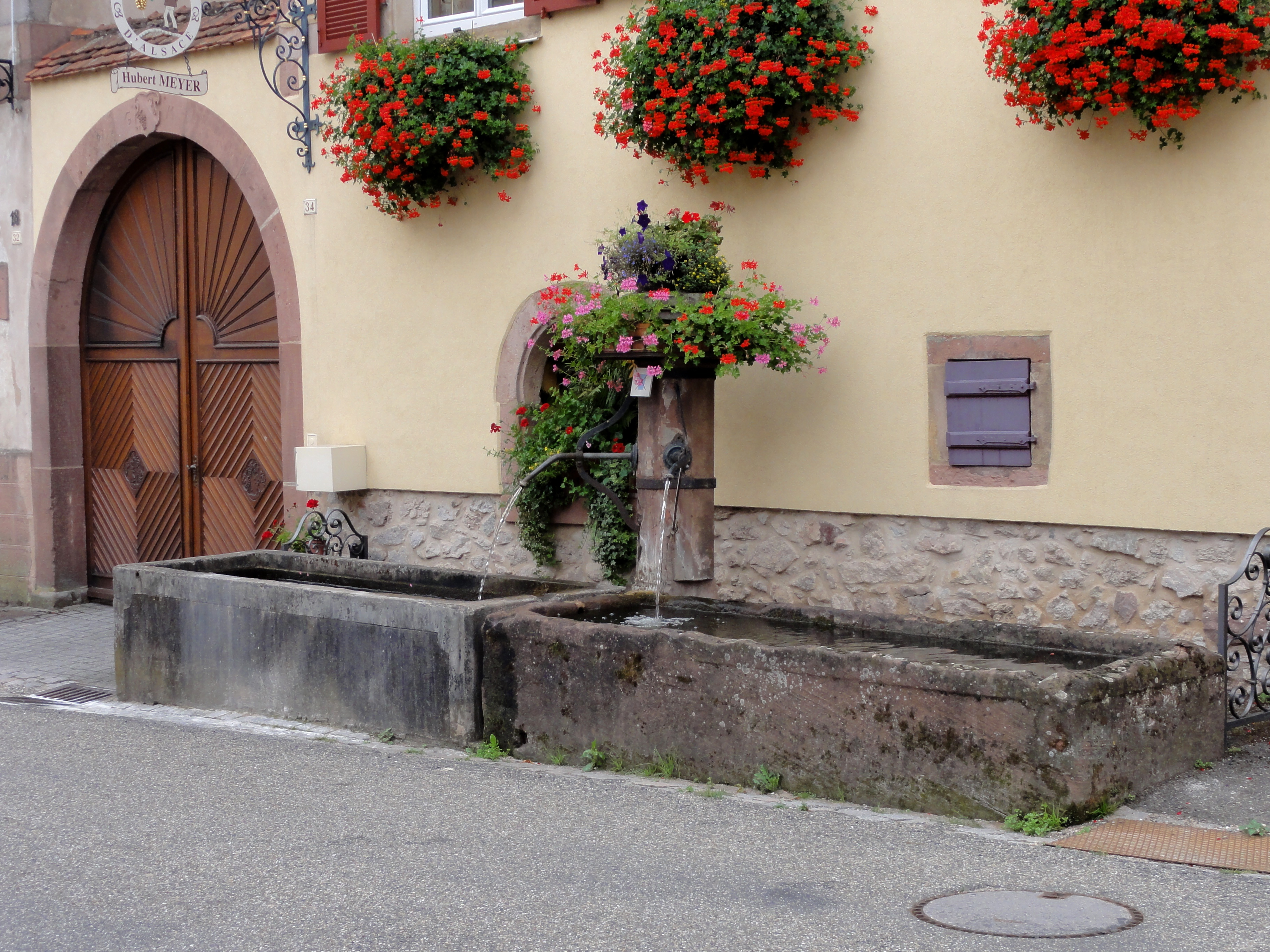
Fontaine abreuvoir à deux auges à Blienschwiller, Alsace, 2015.

Pour les articles homonymes, voir Abreuvoir (homonymie).
La notion d'abreuvoir recouvre à la fois un lieu où l'on mène les animaux pour les faire boire ainsi qu'un contenant — plus ou moins important — dans lequel s'abreuvent les animaux des plus petits aux plus grands.

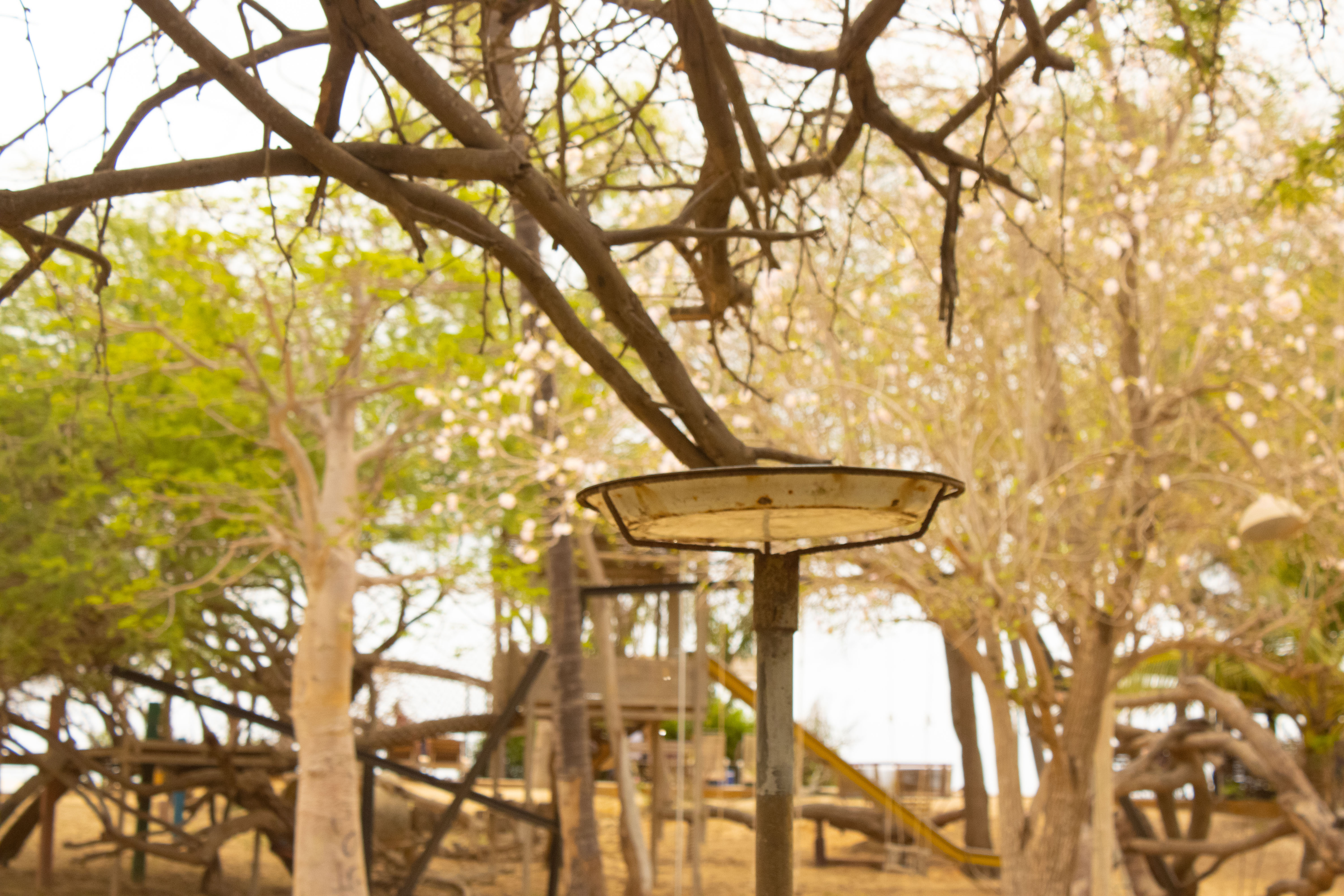
Buvoire pour oiseaux

## Abreuvoir siphoïde
C’est une réserve fermée d’eau propre, sous cloche, qui alimente par le principe du siphon une assiette à niveau d’eau constant permettant aux animaux d’y boire sans souiller l’eau contenue. L’abreuvoir siphoïde est souvent destiné aux oiseaux (volailles, pigeons, etc.). Sa contenance habituelle va de 3 à 20 litres. Il est souvent en matière plastique, en acier émaillé ou en acier galvanisé à chaud (la galvanisation à chaud consiste à tremper la pièce en acier dans du zinc en fusion). L'oxyde de zinc ayant des propriétés fongicides et antiseptiques, ce matériau est particulièrement bien adapté à cet usage, l’eau y restant propre et limpide plus longtemps. Dans les basses-cours, les abreuvoirs siphoïdes sont posés à même le sol, ou sur des trépieds.

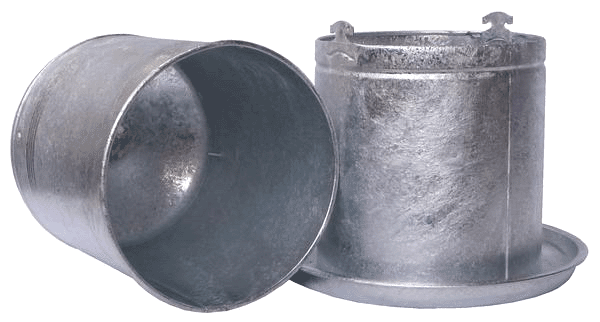
Abreuvoir siphoïde en acier galvanisé.
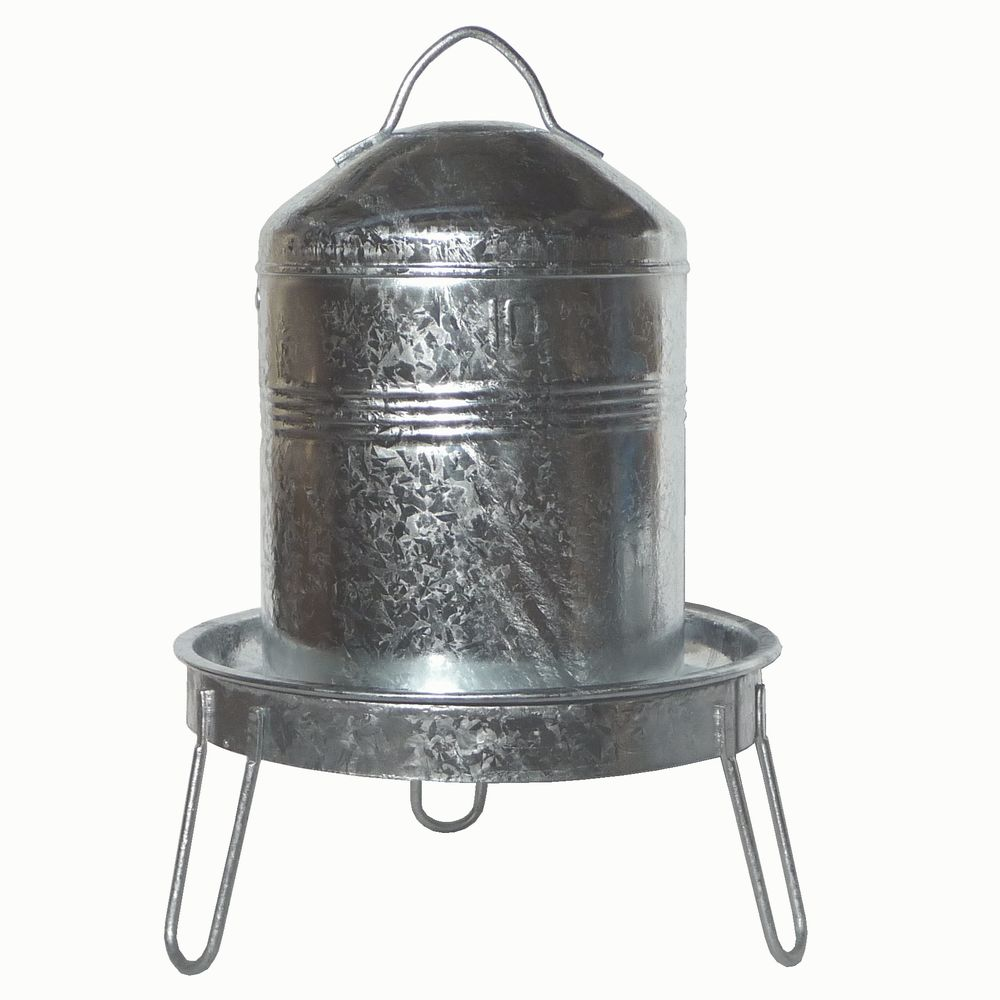
Abreuvoir siphoïde sur trépied.
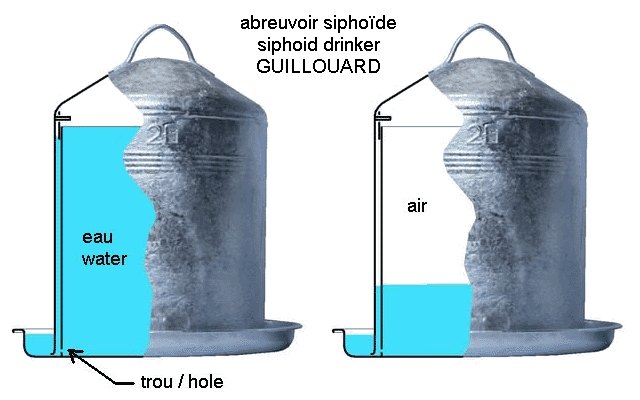
Fonctionnement de l’abreuvoir siphoïde.

## Autre sens
En français québécois, le mot « abreuvoir » désigne communément la fontaine d'eau fraîche fixe, dont l'eau est destinée à la consommation humaine. La fontaine amovible qui distribue de l'eau embouteillée est appelée « cruche ». 